# ザミオクルカス

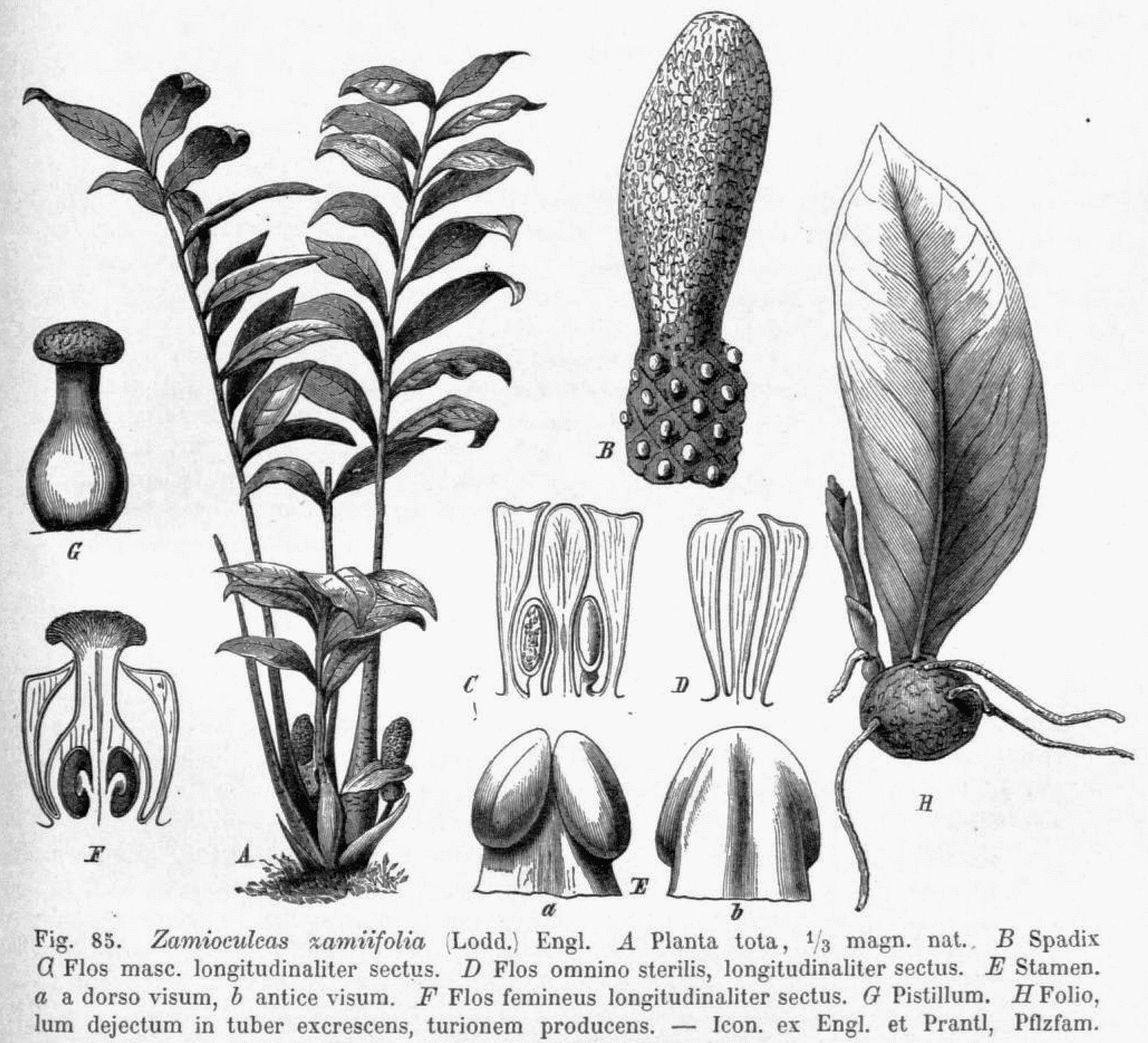
ザミオクルカスの形態学

ザミオクルカス(英:Zamioculcas,Zanzibar gem、学名:Zamioculcas zamiifolia)とは、サトイモ科に属する植物である。ケニア南部から南アフリカ北東部にかけて、アフリカ東部に自生する。和名：ソテツバカイウ（蘇鉄葉海芋）。

## 概要
高さはおよそ30cm～60cm。短く厚い地下茎を持っている。10~12枚の葉がつぼみのように閉じたまま伸びていき、いっせいに開く。葉は肉厚で水分がたくわえられており、ザミオクルカスの葉は91％が水分である。葉はつやがあり、光沢がある。
原産地は、東アフリカやタンザニアのザンジバル諸島。乾燥に強く、多湿には弱い。耐暑性にもやや強く、外気温が25度程度になると生育期に入る。耐寒性にやや弱く、気温が15℃前後になると成長が緩慢になる。気温が18℃前後に下がると葉を落とし始める。また、気温が10℃前後になると休眠し、5℃以下になると枯れることがある。
開花時期は、9月～10月で、白い花をつける。花が咲いた後には実をつける。地中に塊根を作り、地中には子イモができる。ただし、全草が有毒で口に入れることはできない。樹液にはシュウ酸カルシウムが含まれており、皮膚がかぶれる場合もある。

## 栽培
水はけが悪いと根腐れを起こすことがあり、水のやりすぎには注意が必要である。葉が焦げたり、完全に乾いたりしている場合は、水が多すぎることを示している。
真夏の直射日光に弱く、気温が高いほど葉焼けを起こしやすい。半日陰を好み、耐陰性がある。そのため、日陰にはよく耐える。
最も成長が早いのは18°Cから26°Cの間であり、気温は15℃未満に下がらない限り、屋外でも生きることができる。

### 害虫
(この節の出典)
- ハダニ
- アブラムシ
- カイガラムシ
- ナメクジ
- ダンゴムシ
- バッタ

### 伝統医学での利用
タンザニアでは、ザミオクルカスの湿布が、「mshipa」として知られている炎症状態の治療薬として使用されている。また、痛み、耳、皮膚の病気などの治療にも使用されている。

## 語源
ザミオクルカスの語源は、ソテツ科のZamiaという植物の葉に形が類似していることに由来している。

## 生息地
東アフリカの熱帯地域と南東アフリカの亜熱帯気候の地域に自生する。日陰の多い熱帯雨林やミオンボで自然に成長する。サバンナへの移行層でも成長することができる。それらは、およそ海抜650mまでの高度まで自生することが可能である。砂の多い川岸の石の多い場所で成長することも多い。

## 種類
基本的には、ザミオクルカス・ザミーフォーリアのみである。しかし、品種改良が行われ、種類が増えたため、現在は他の品種も出回っている。
- Zamioculcas zamiifolia　(ザミオクルカス・ザミーフォーリア[8][10])
- Z. zamiifolia 'Dowon'[20]
  - 2006年にソウルのナーセリー（育種場）で発見された株を培養繁殖させたもの[21]。若い薄緑色の葉を持つ品種だが、時間が経つにつれて色が黒に近くなる[21]。
  - ザミオクルカス・レイヴン[8](Raven TM)という商品名でも普及している[20]。
- Z. zamiifolia 'Lucky'[22]
  - 一般的なザミオクルカスよりも丸い葉が特徴の品種[22]。
- Z. zamiifolia 'Zamicro'[23]
- 一般的なザミオクルカスよりも密集しており、濃い緑の葉がまっすぐ上に上昇している[23]。
- Z. zamiifolia 'Dark Zamicro'[24]
  - 小さくて黒い葉が特徴の品種[24]。
- Z. zamiifolia 'Hansoti13'[25][26]　(ザミオクルカス・ザミーフォーリア・Hansoti13[8])
  - 硬く、濃い緑色葉が特徴の品種[26]。
  - Zenziという商品名でも普及している[25]
- Z. zamiifolia 'Luckywhit'[27]
  - 上部の葉には薄い緑色の斑点があり、それ以外の部分は濃い緑色[27]。葉の縁が時々わずかに波打っている[27]。
- Z. zamiifolia 'Heemzamio’[28]
  - まっすぐな濃い緑の葉を持ち、外側から黒くなる品種[28]。一般的なザミオクルカスよりも密集している[28]。

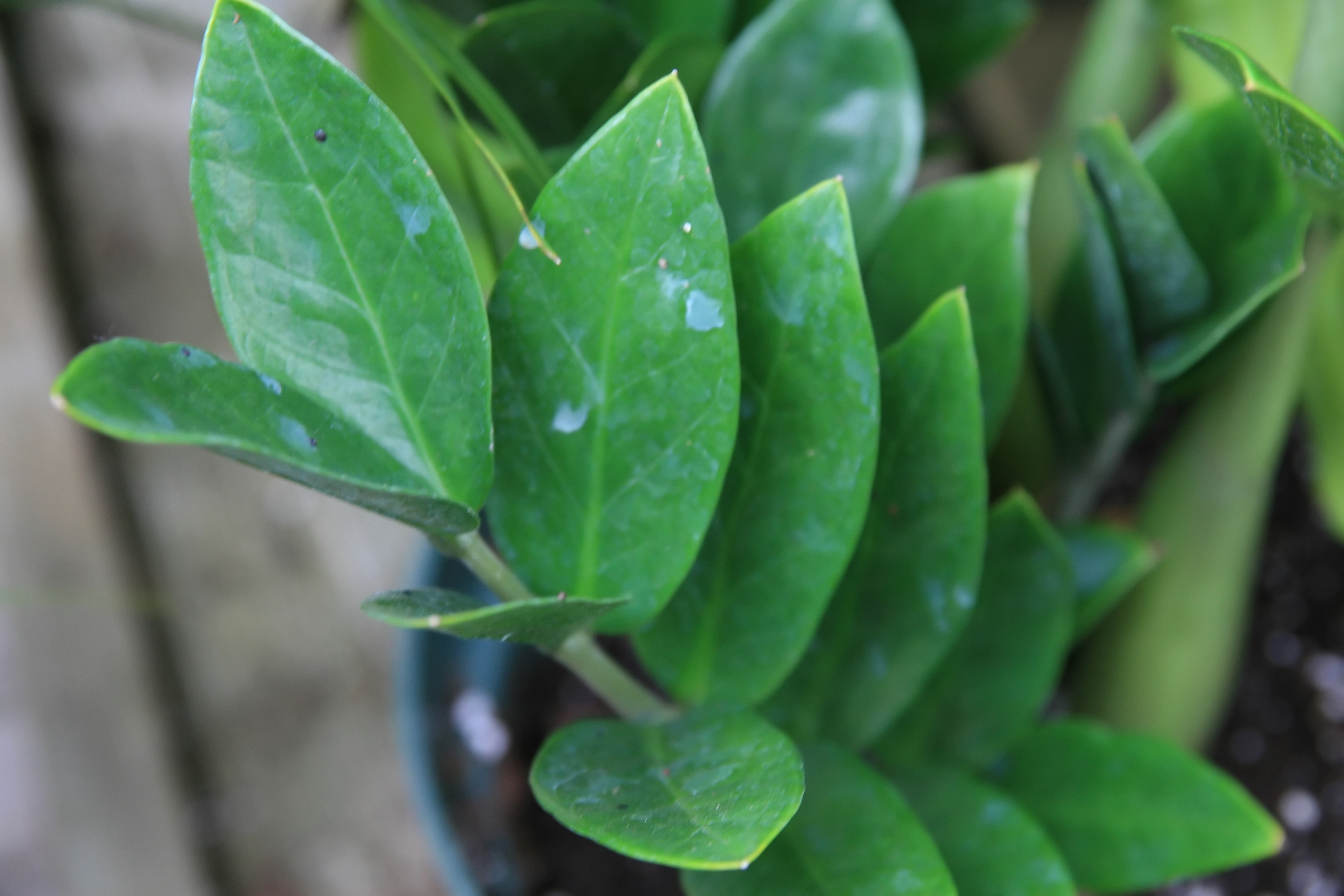
Zamioculcas zamiifolia
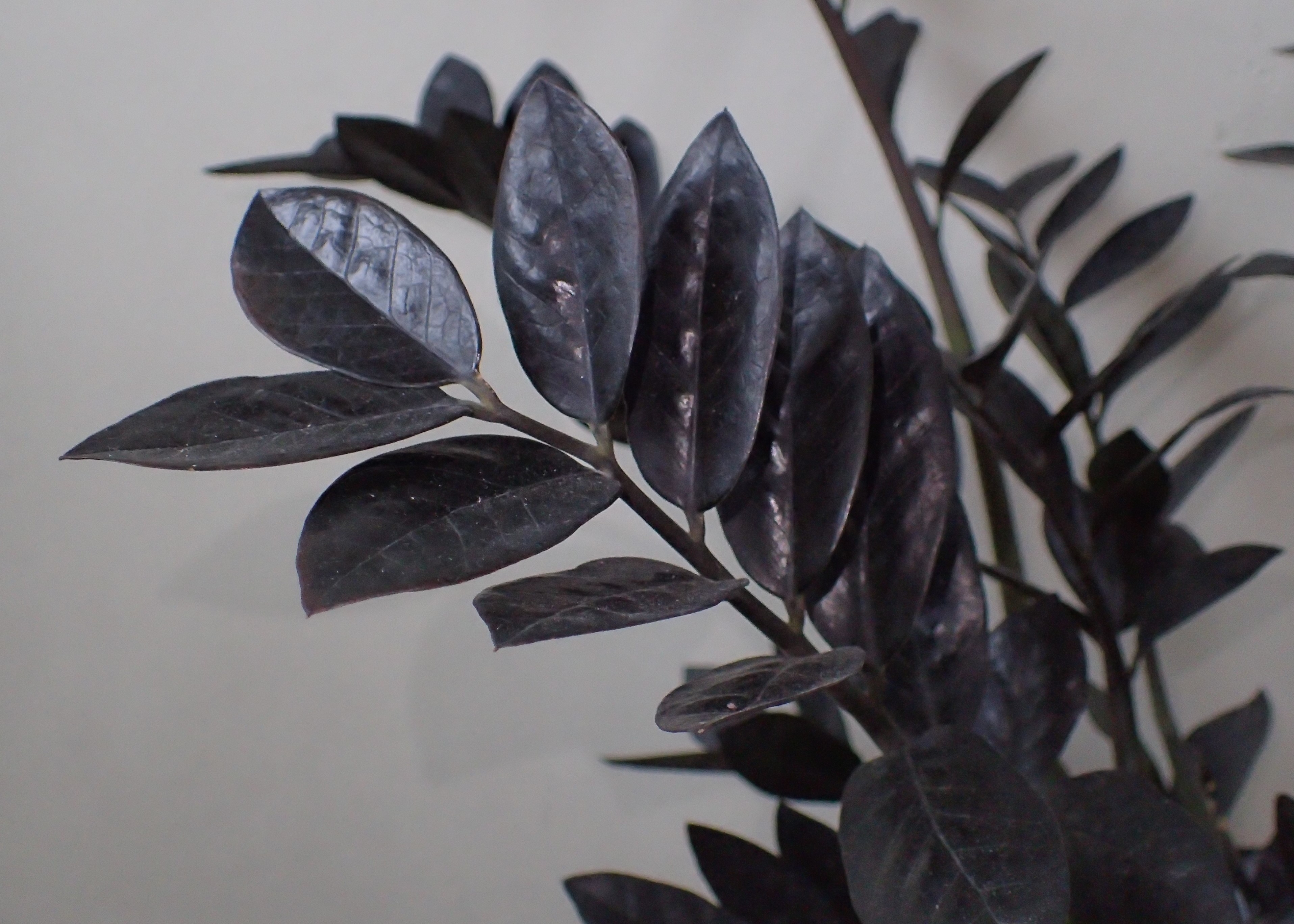
ザミオクルカス・レイヴン
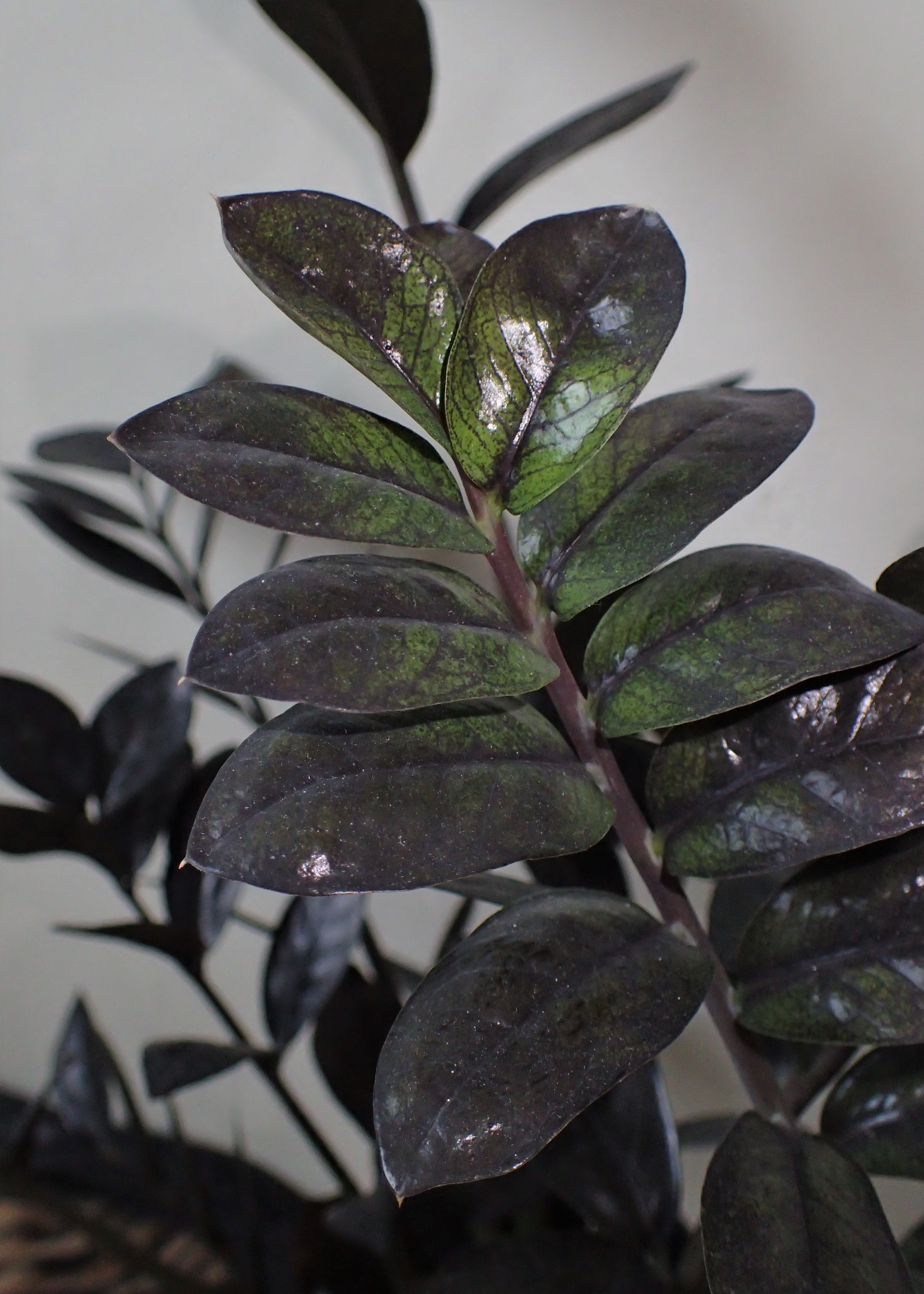
ザミオクルカス・レイヴン
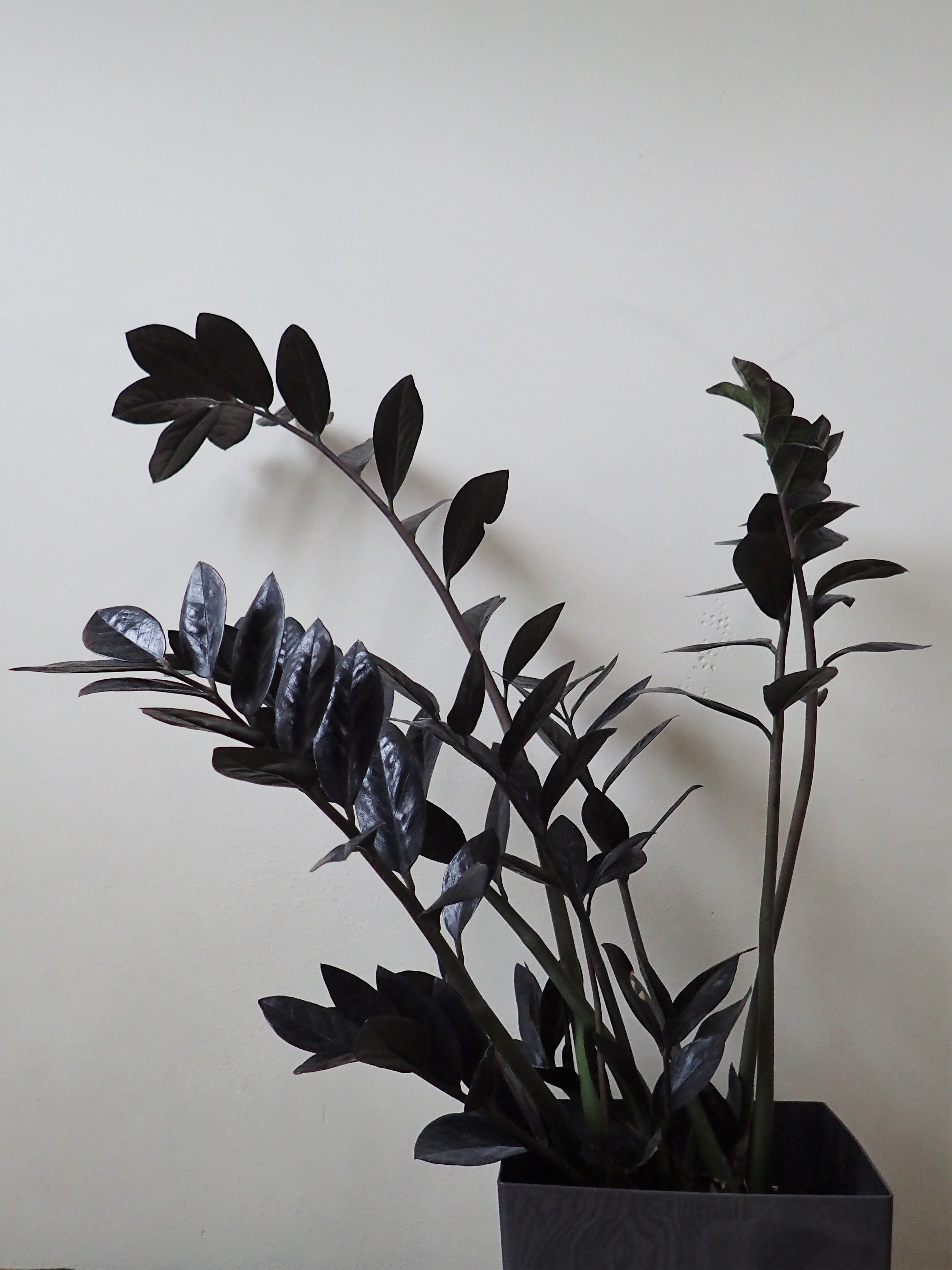
Zamioculcas zamiifolia 'Dowon'
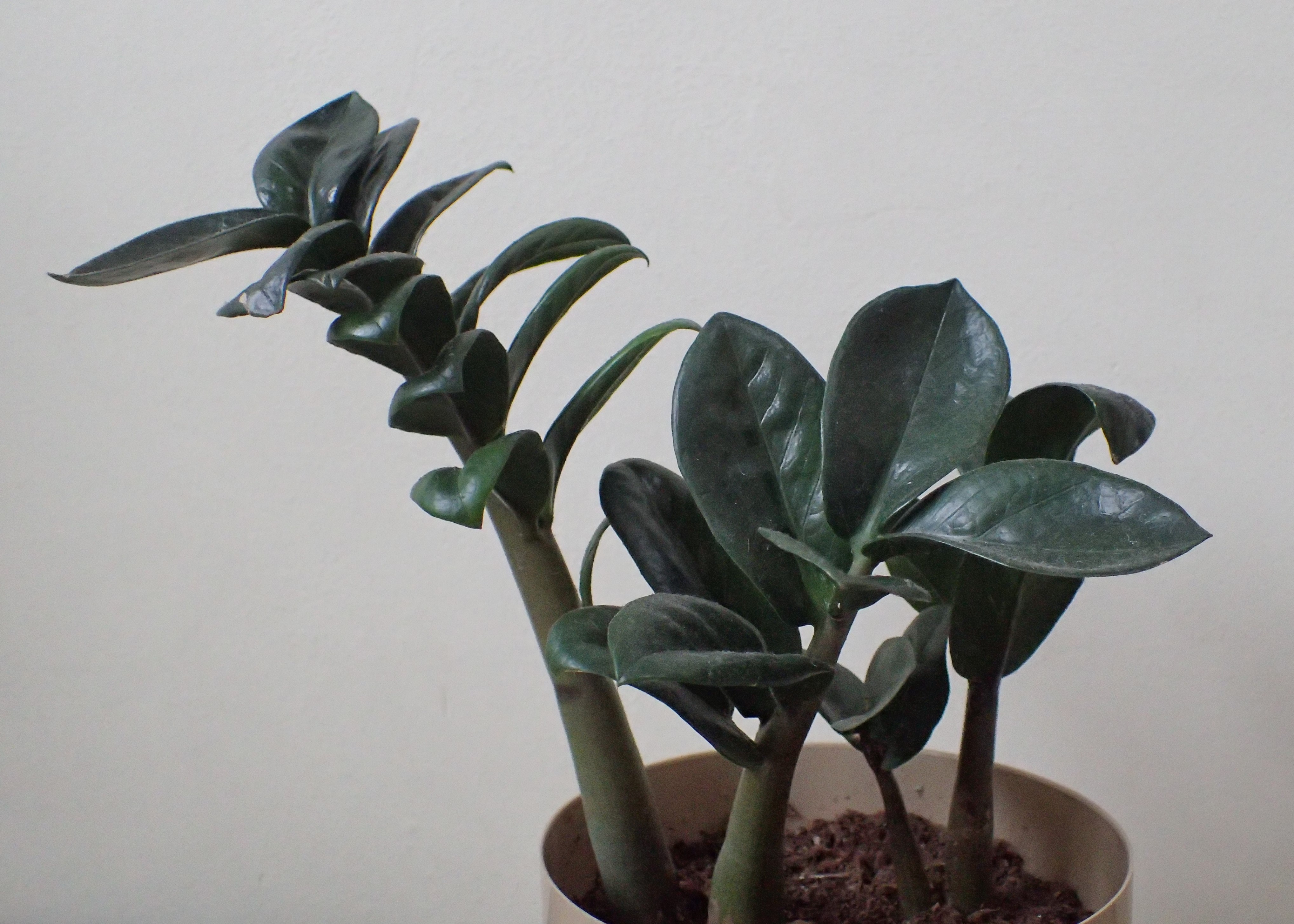
Zamioculcas zamiifolia 'Hansoti13'

## ギャラリー

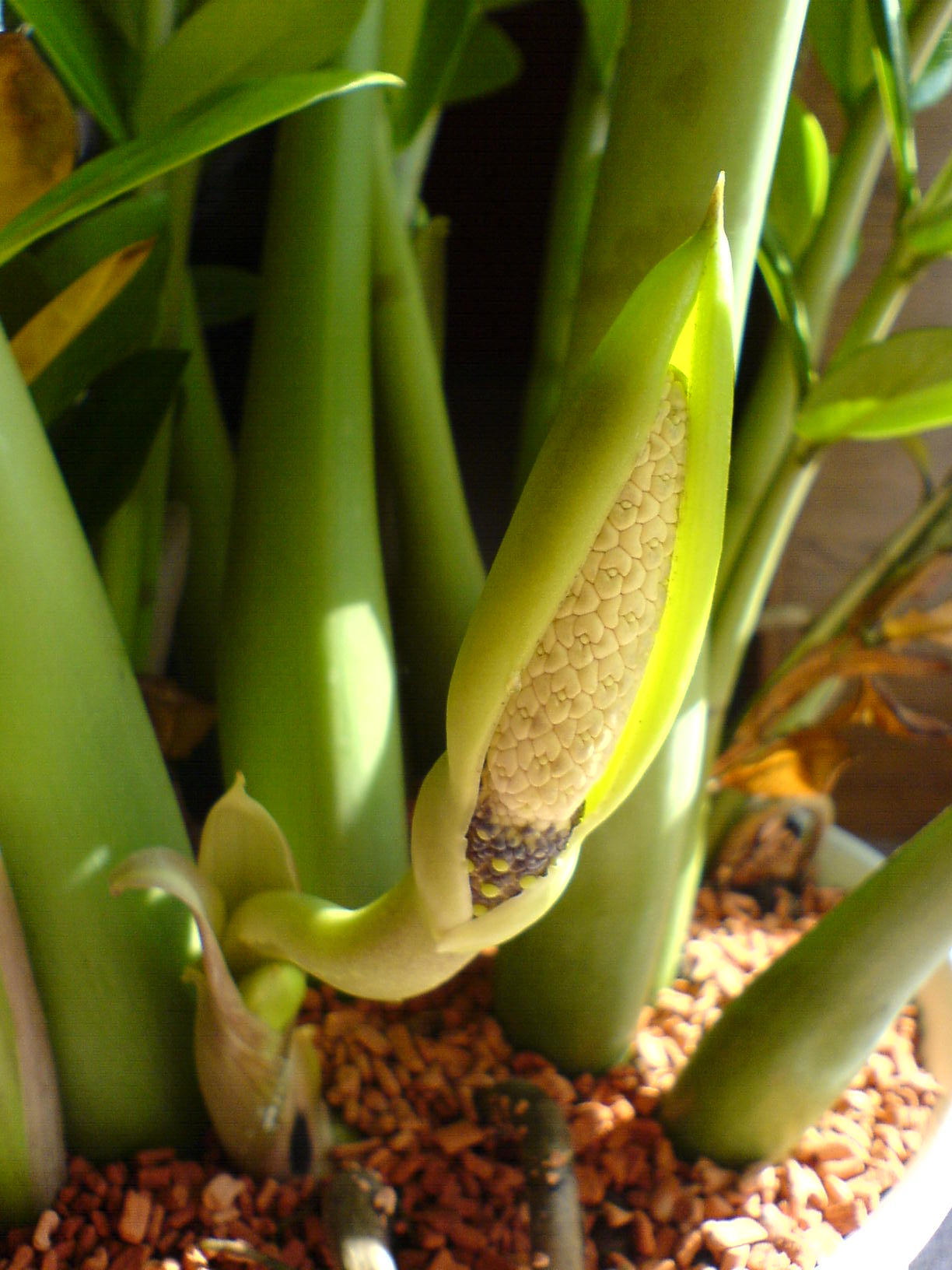
ザミオクルカスの花
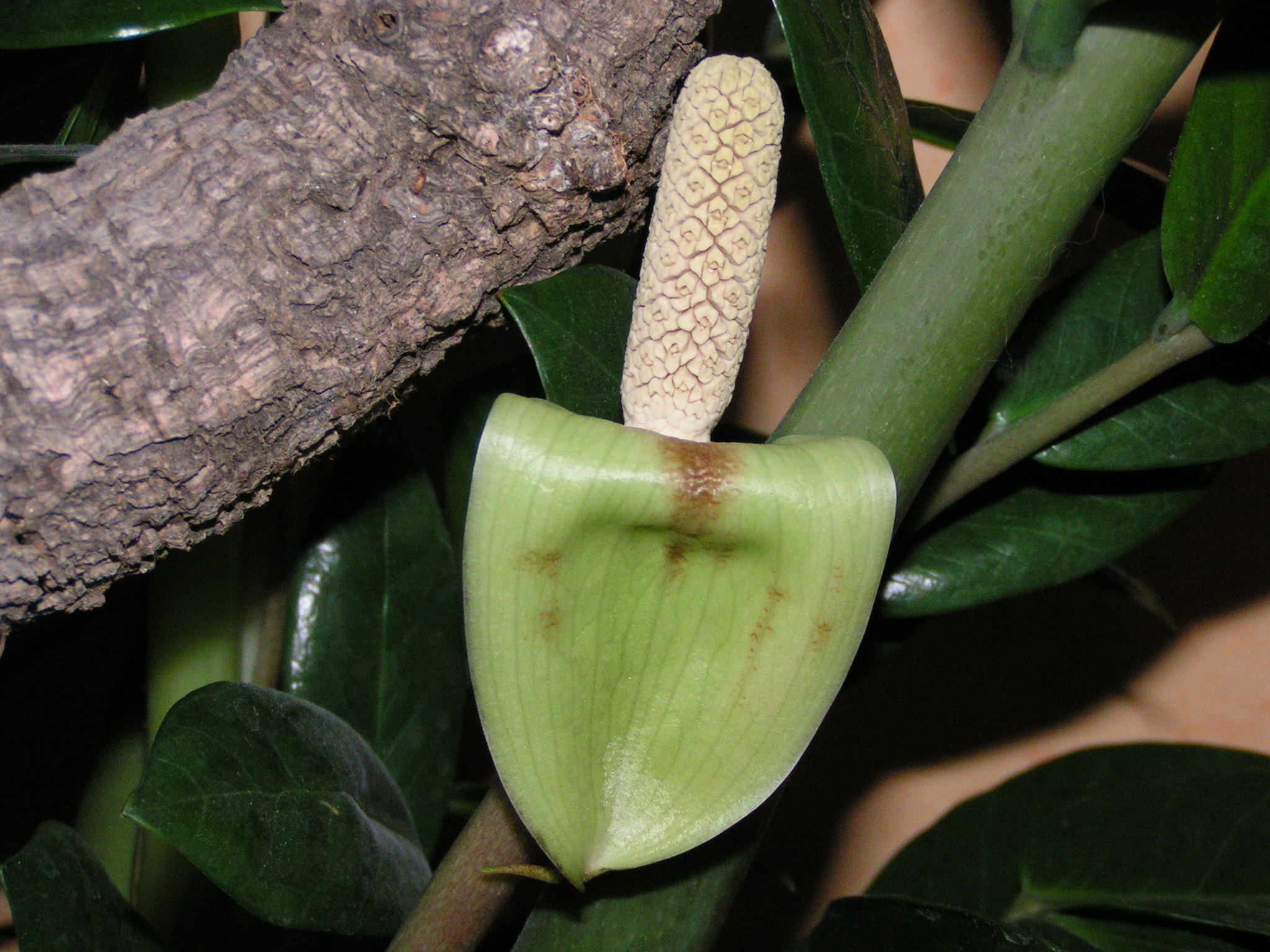
ザミオクルカスの花
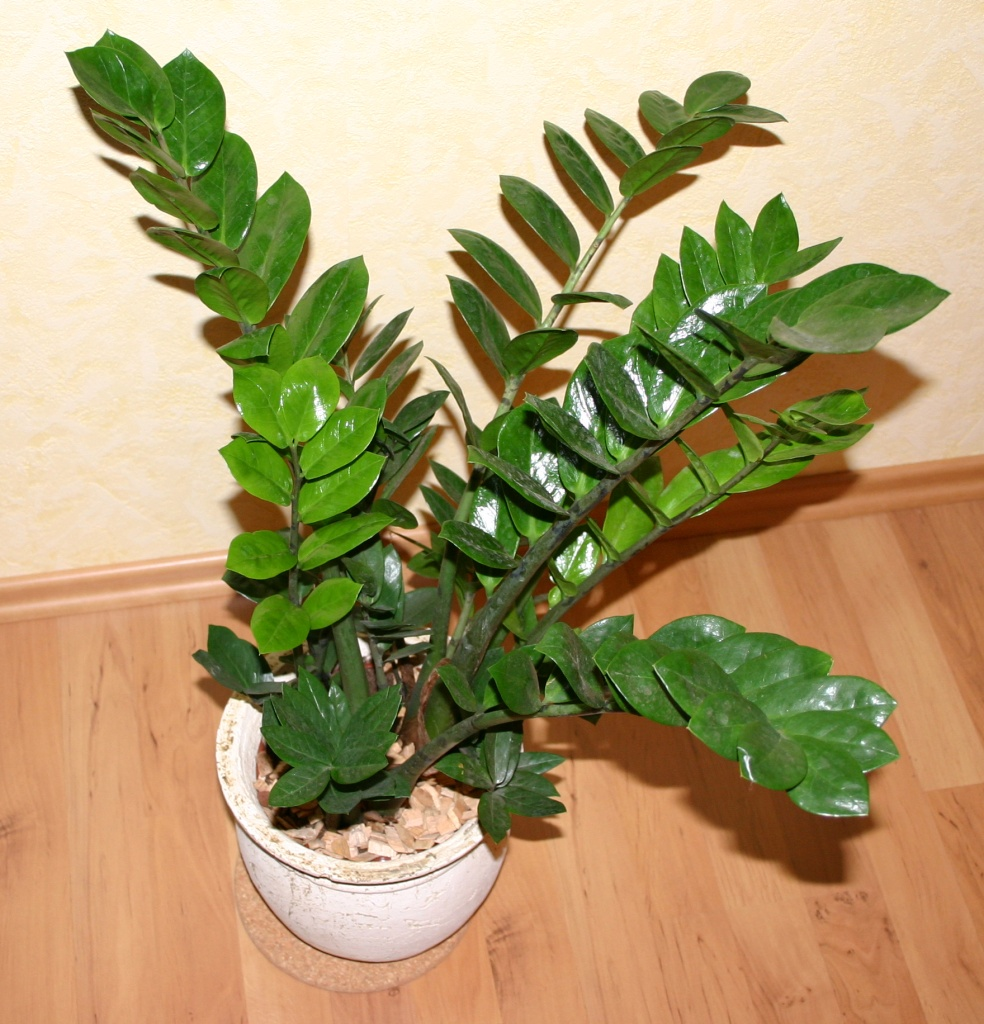
ザミオクルカス
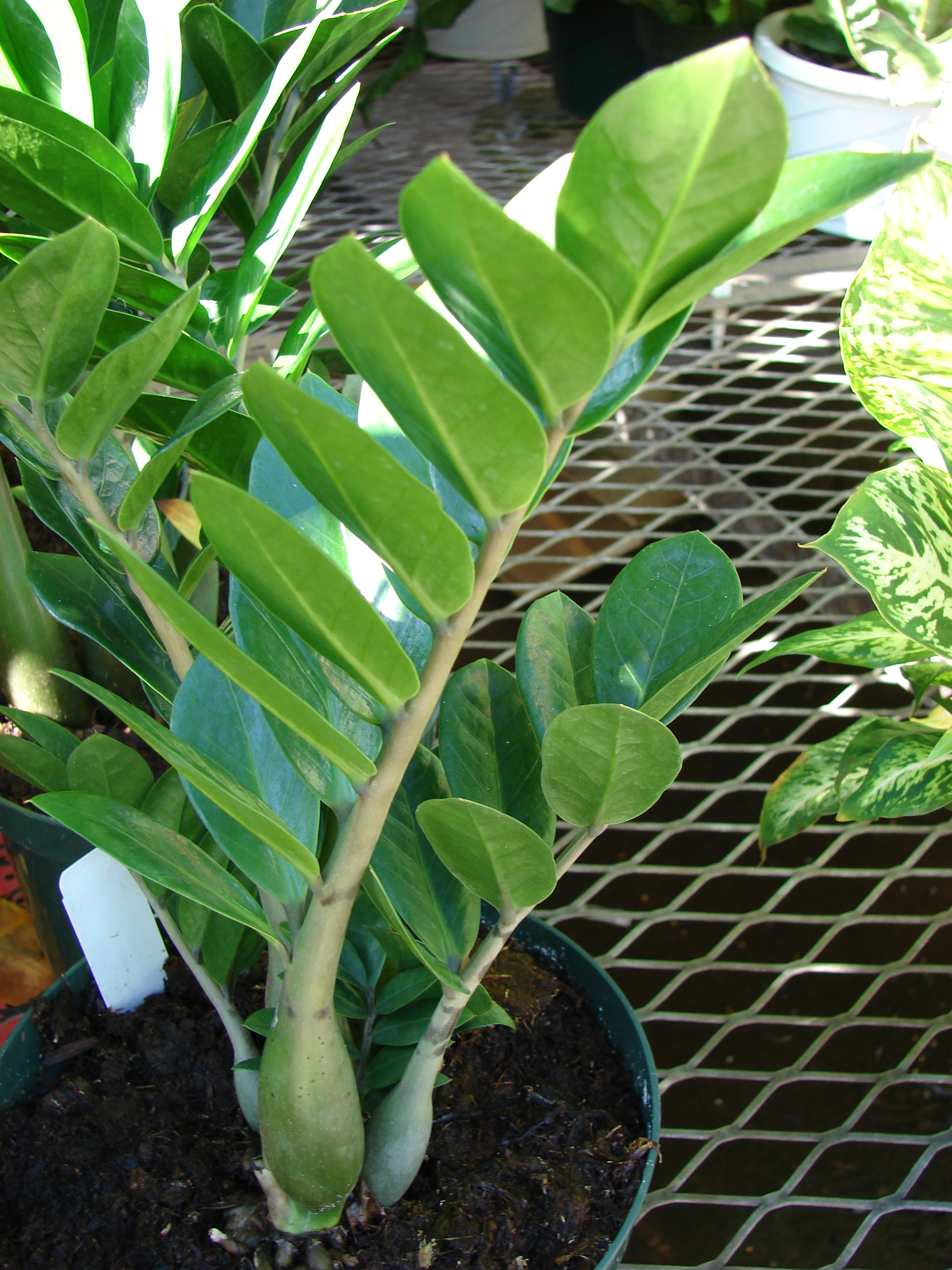
ザミオクルカス
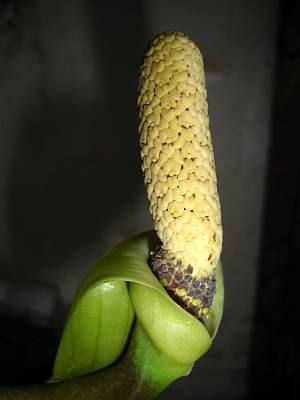
ザミオクルカスの花の拡大写真
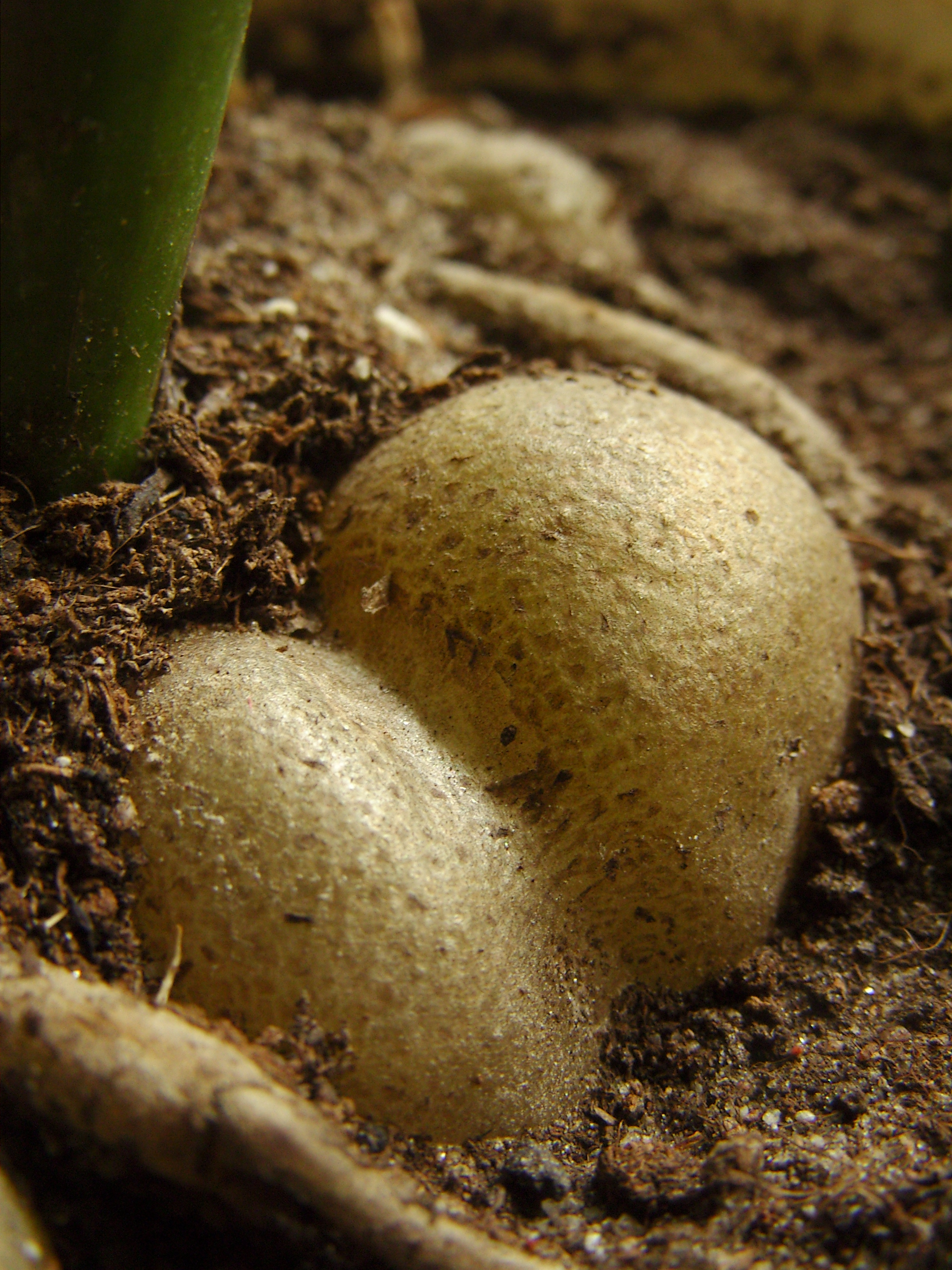
ザミオクルカスの塊根
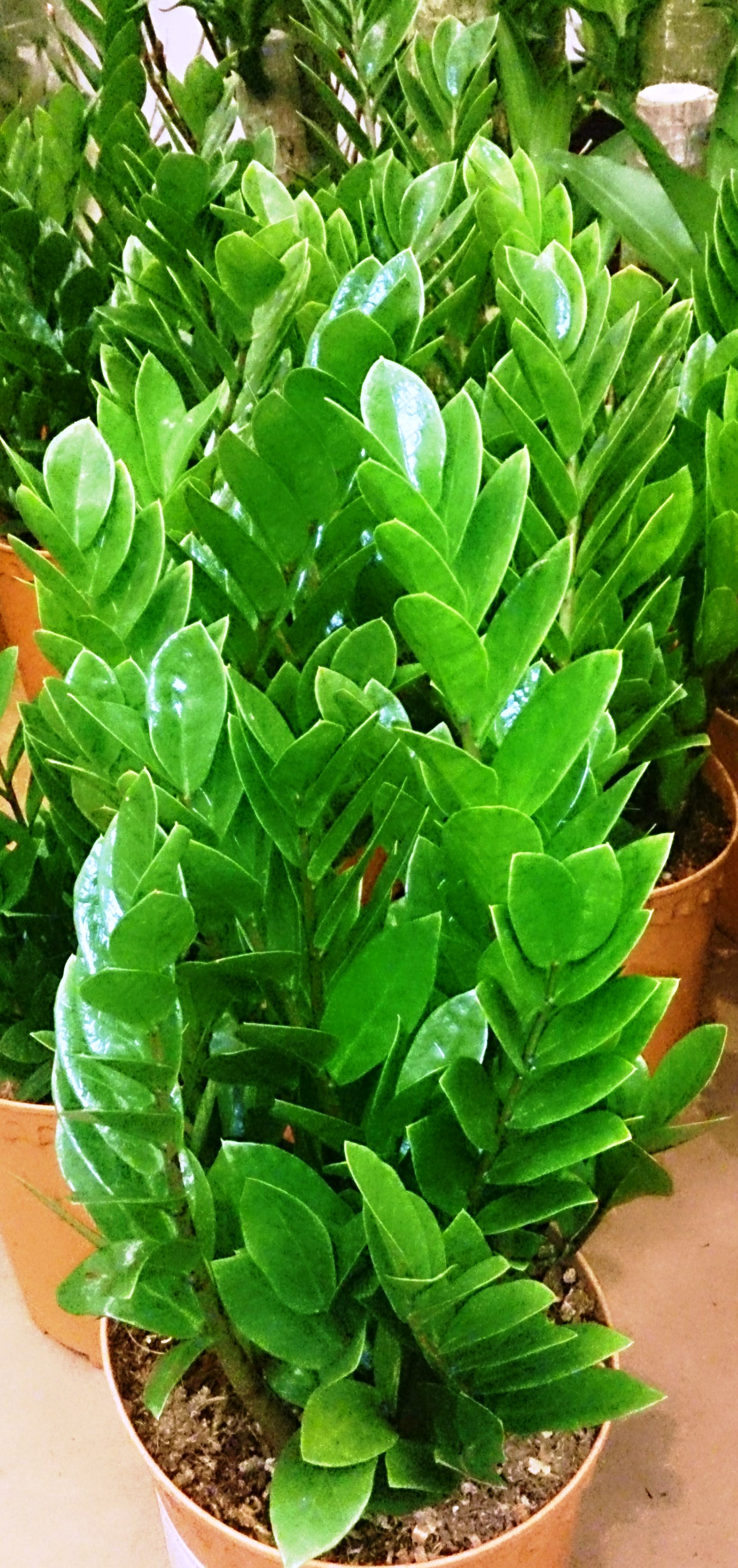
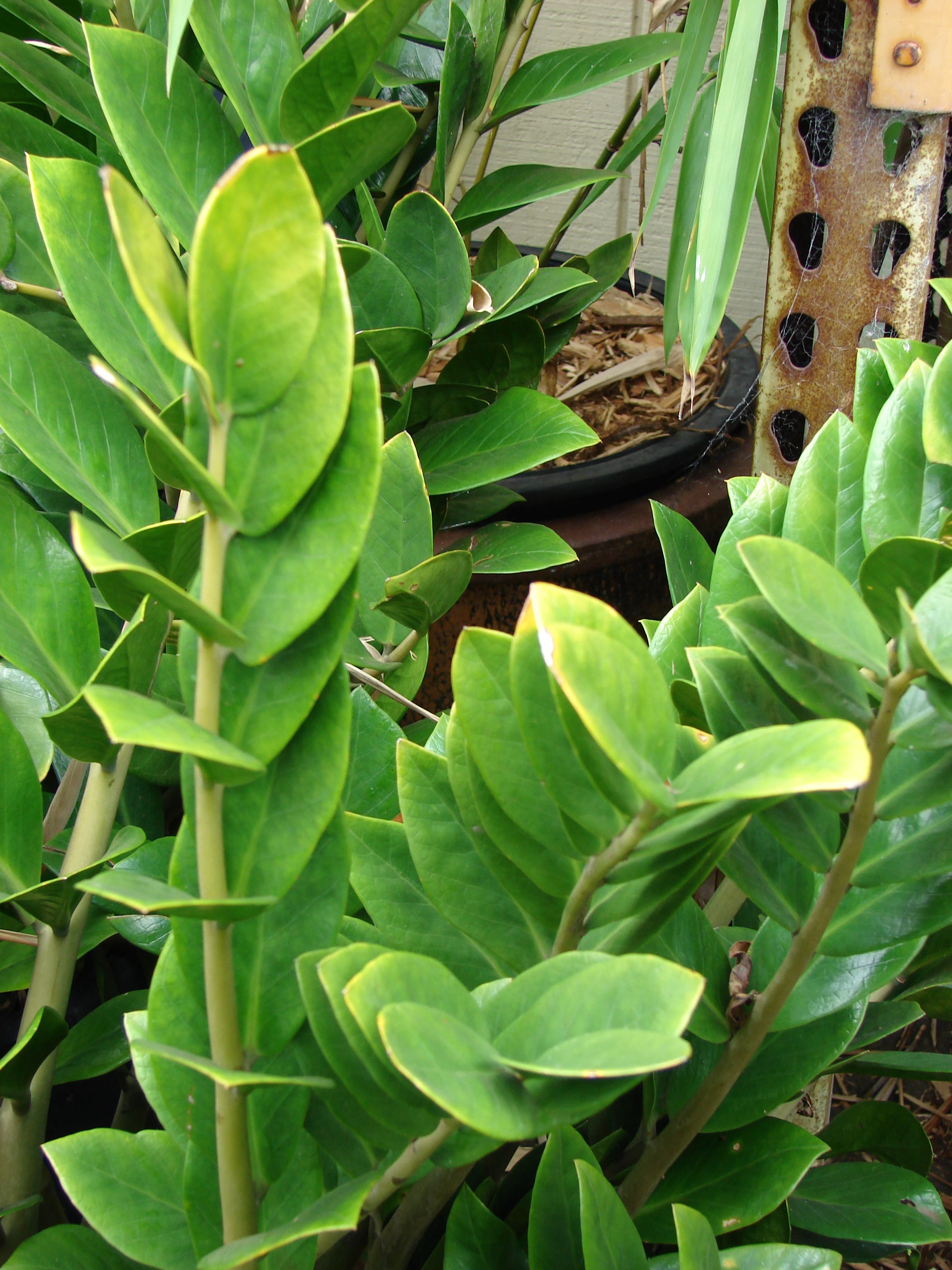
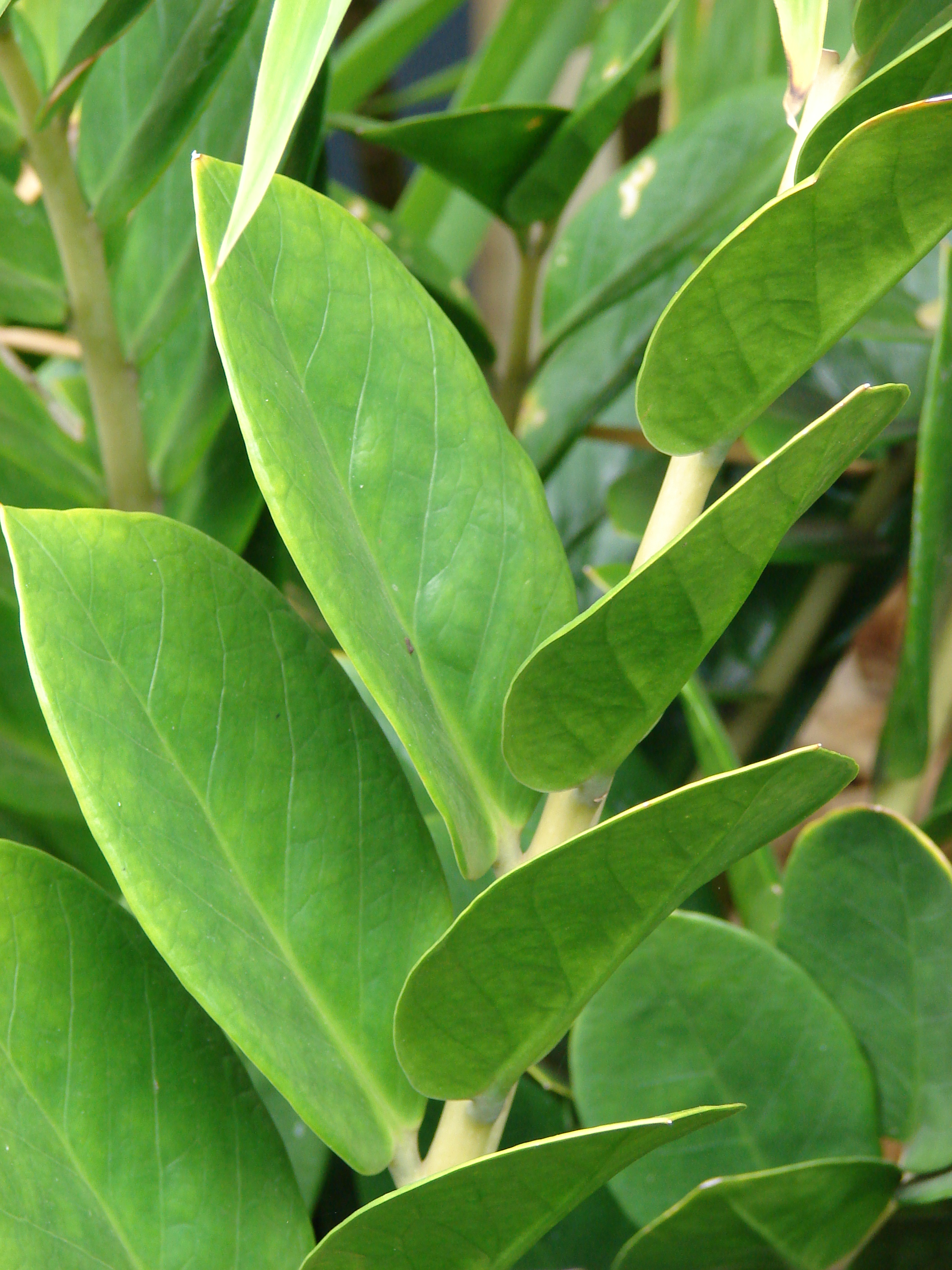
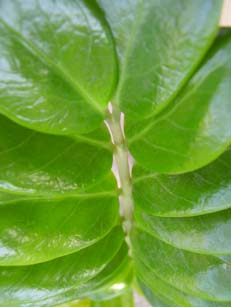
ザミオクルカスの葉
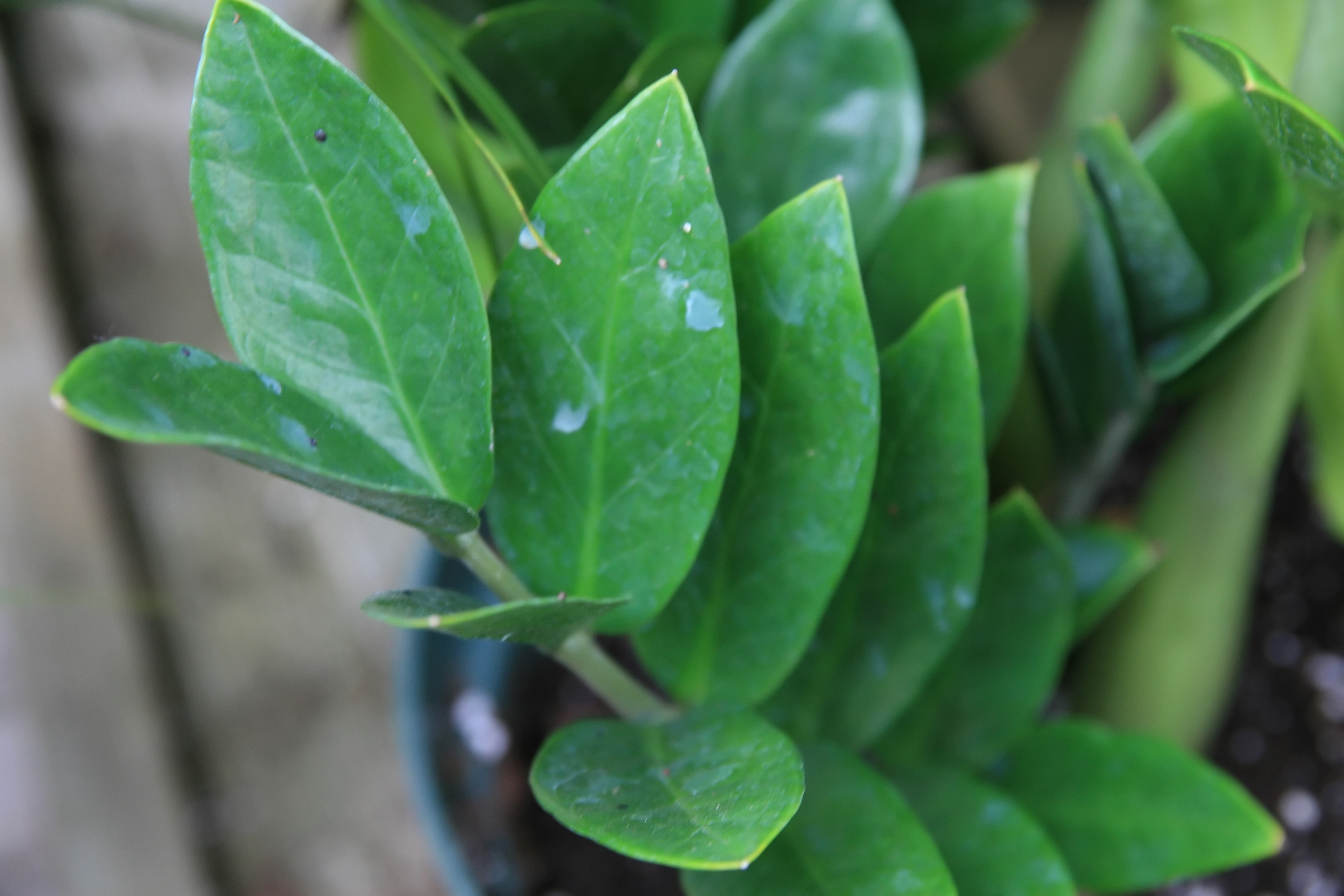
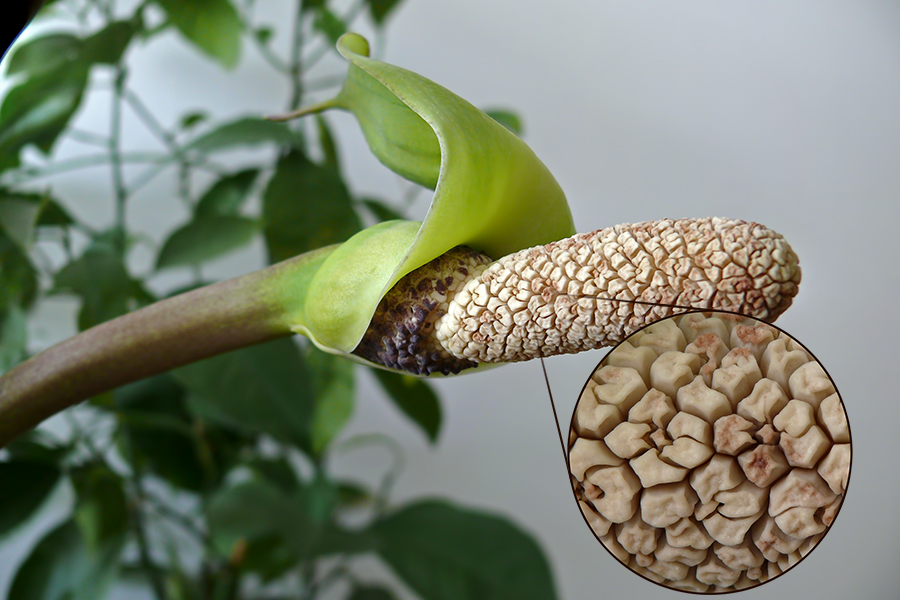
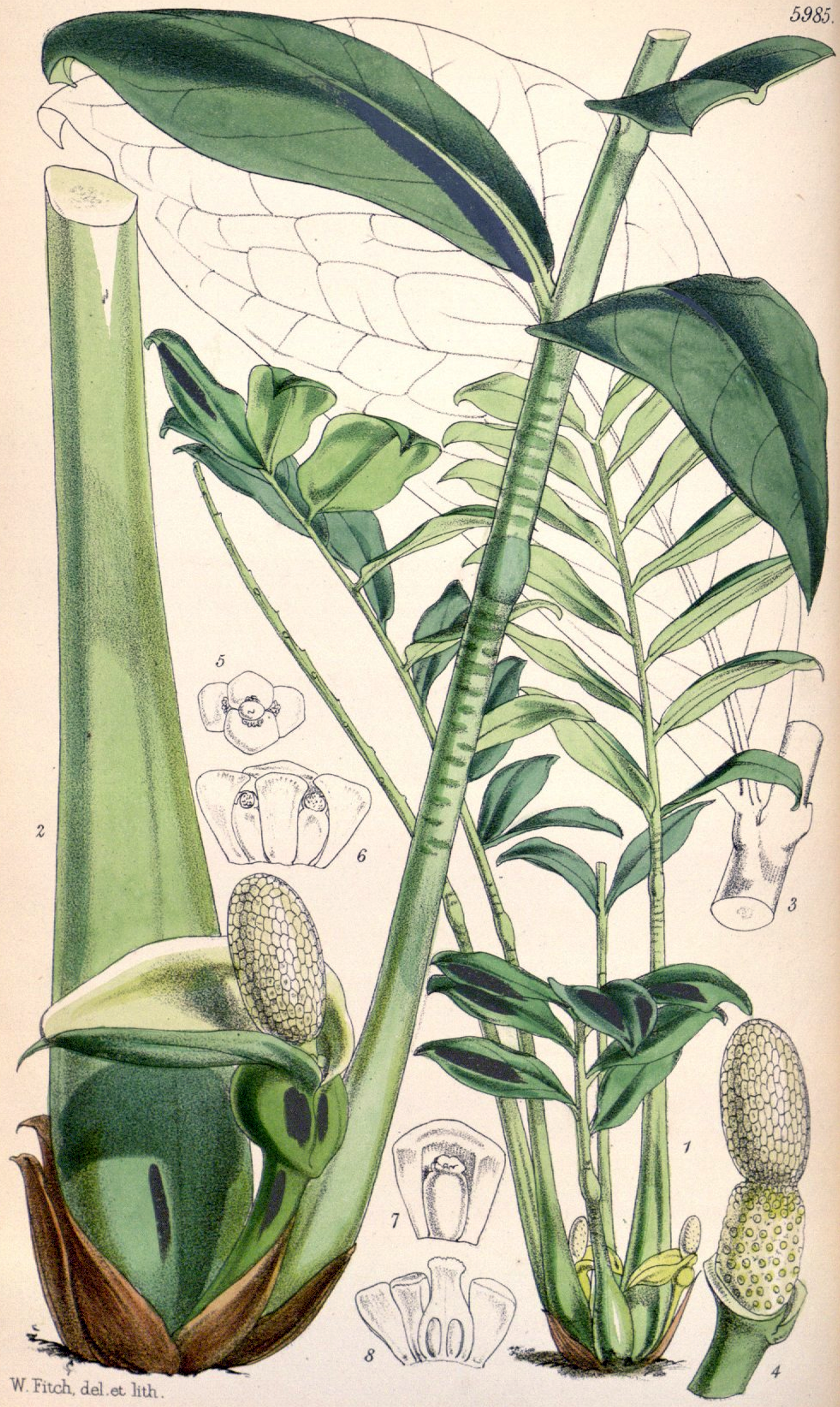
ザミオクルカスのイラスト

### 注訳
1. ↑  果皮が肉質で液汁が多い、液果の集合果